# لوسی دیکینز
لوسی دیکینز (به انگلیسی: Lucy Deakins) (زاده ۱۸ دسامبر ۱۹۷۱) وکیل و بازیگر سابق آمریکایی است.
از کارهای معروف او می‌توان به بازی در فیلم عزیزم رفت اشاره کرد.